# Лабиди Майза, Мехерзия
Мехерзия Лабиди Майза (араб. محرزية العبيدي معيزة‎; 17 декабря 1963, Хаммамет, Тунис — 22 января 2021, Париж, Франция) — тунисский политик и переводчица, первый вице-спикер Учредительного собрания Туниса, созванного в 2011 году. Она считала важным своим достижением то, что способствовала включению пункта о защите прав женщин в конституцию Туниса, принятую после Арабской весны.

## Ранние годы и образование
Мехерзия Лабиди родилась 17 декабря 1963 года в Эль-Мезире, в городе Хаммамет (провинции Набуль) на северо-востоке Туниса. Она росла в семье с восемью детьми, отец которых говорил им, что все они должны окончить школу, прежде чем думать о браке. В 1982 году она окончила среднюю школу в городе Громбалия, а затем переехала на юг, где училась в Высшей нормальной школе в городе Сус.
Лабиди Майза вышла замуж в 1986 году и уехала со своим супругом, работавшим инженером по телекоммуникациям, во Францию, где училась в Высшей школе устных и письменных переводчиков в Университете Париж III Новая Сорбонна. В 1992 году она получила степень магистра экономики и перевода, а также закончила аспирантуру по английской литературе и театроведению. Затем Лабиди Майза преподавала переводческое дело в Европейском институте гуманитарных наук в Сен-Дени.

## Карьера
In 2004 Labidi-Maïza co-authored Abraham, réveille-toi, ils sont devenus fous! (Abraham, Wake Up. They Are Going Crazy) with Laurent Klein. She gave lectures on education in multicultural societies, women, religion and society. From 2006, she was chair of the Global Women of Faith Network.
В 2004 году Лабиди Майза стала соавтором книги Лорана Кляйна «Авраам, проснись, они сходят с ума!» (фр. Abraham, réveille-toi, ils sont devenus fous!). Она читала лекции об образовании в мультикультурных обществах, женщинах, религии и обществе. С 2006 года она была председателем Глобальной сети женщин веры.
В 2009 году Лабиди Майза стала членом Европейского совета религиозных лидеров. Она получила международную известность, когда поддержала умеренную позицию по поводу ношения никаба во время дебатов во Франции, целью которых было ограничение его ношения в стране. В 2015 году Лабиди Майза стала почётным президентом организации «Религии за мир», базирующейся в Нью-Йорке и признанной ООН.

### Политика
23 октября 2011 года Лабиди Майза была избрана в Учредительное собрание Туниса в качестве представителя Партии возрождения от тунисцев, проживающих за рубежом. Она отмечала, что выиграла благодаря положению, требовавшему, чтобы каждый второй кандидат был женщиной. 22 ноября Лабиди Майза стала первым вице-спикером собрания, получив 142 голоса из 214 возможных. В 2012 году Лабиди Майза была названа «самой высокопоставленной избранной женщиной на Ближнем Востоке».
Лабиди Майза организовывала дебаты, в ходе которых обсуждались положения новой конституции Туниса. Она гордилась тем, что пункт о правах женщин был включён в статью 45 этого документа. Лабиди Майза была названа «The Huffington Post» в числе восьми женщин, которые «сделали мир лучше» в 2014 году. Конституция Туниса, принятая после Арабской весны, содержала положения, которые не понравились её собственным сторонникам, на что она ответила: «Это как роды: болезненные, но в итоге все испытывают счастье, когда на свет появляется ребёнок».
Лабиди Майза имела двойное гражданство — Франции и Туниса, за что подвергалась критике. Она была замужем и матерью двух девочек и мальчика.
Лабиди Майза была избрана в Ассамблею представителей народа на парламентских выборах в Тунисе в октябре 2014 года, на этот раз от округа второго уровня города Набель, расположенного на северо-востоке Туниса. В 2015 году она была членом тунисского правительства, возглавляя его комитет по делам женщин, семьи, детей и пожилых людей.

## Смерть
Сообщалось, что Лабиди Майза заразилась COVID-19 в конце 2020 года и в середине ноября переехала во Францию для лечения. Её состояние ухудшалось с начала декабря, и она умерла рано утром 22 января 2021 года. Министр по делам женщин Туниса Сихем Бади утверждала, что она не страдала от COVID-19. Тело Лабиди Майзы было переправлено в Тунис 23 января, и она была похоронена на кладбище Громбалия в Набуле 24 января.